# Aegomorphus vetustus
Aegomorphus vetustus es una especie de escarabajo longicornio del género Aegomorphus, tribu Acanthoderini, subfamilia Lamiinae. Fue descrita científicamente por Bates en 1880.

## Descripción
Mide 11-18 milímetros de longitud.

## Distribución
Se distribuye por Brasil, Ecuador y Guayana Francesa.